# 象山镇 (大英县)
象山镇，是中华人民共和国四川省遂宁市大英县下辖的一个乡镇级行政单位。

## 行政区划
象山镇下辖以下地区：
富乐寺社区、白角滩村、长园村、冯家楼村、凤阳村、观桃村、犁浅垭村、马蹄垭村、牟家沟村、炮筒沟村、桥头村、青龙滩村、全家湾村、三溪村、施家坝村、文龙村、无神村、象山村、永乐村、永南坝村和枣子湾村。